# Dirke
Dirke – w mitologii greckiej druga żona króla Teb Likosa. Aby ją poślubić, Likos odtrącił i uwięził swoją pierwszą żonę Antiopę. Dirke zginęła zamęczona przez synów Antiopy, którzy z zemsty przywiązali ją do byka.

## Dirke w kulturze rzymskiej

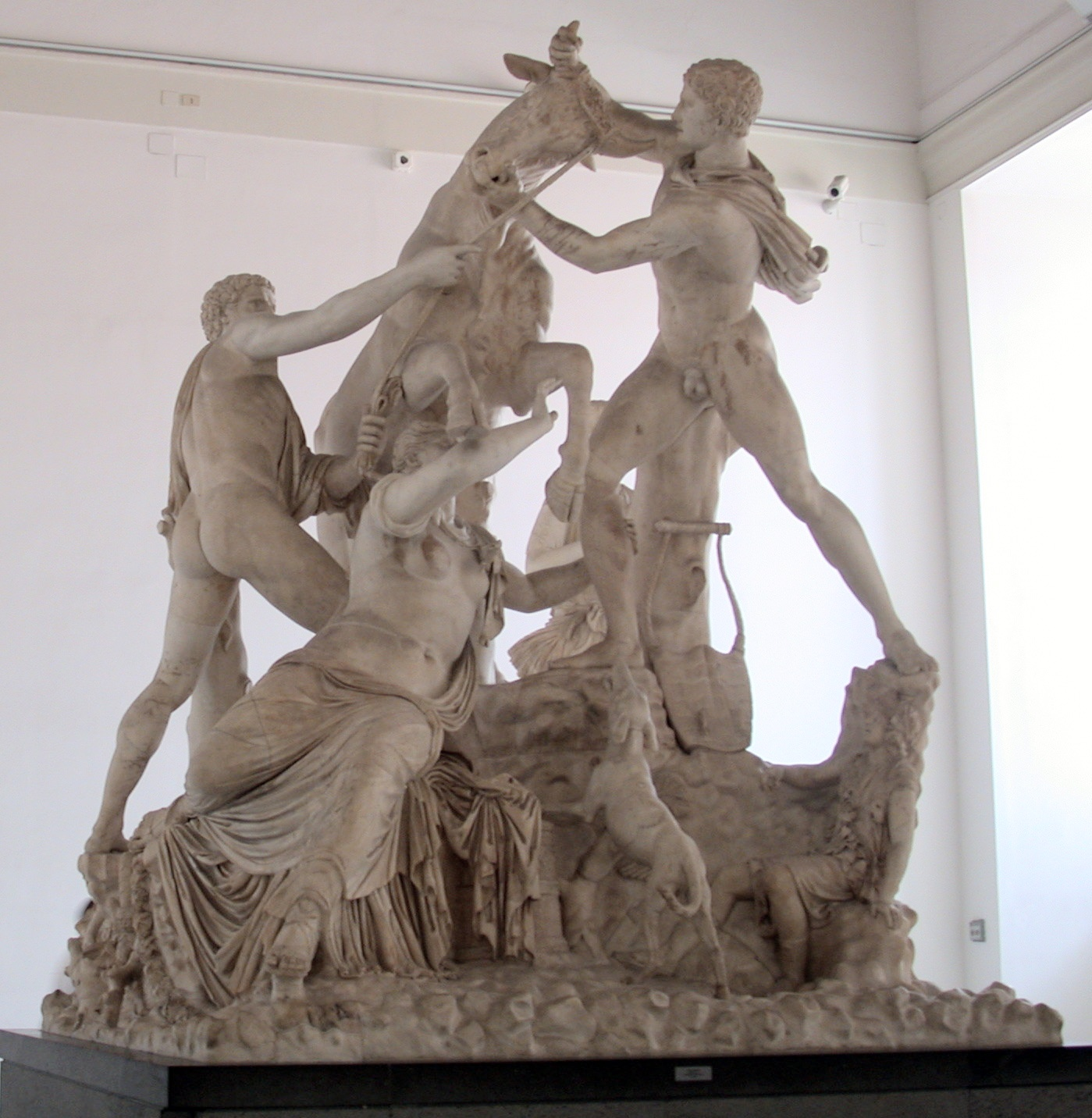
Byk Farnezyjski.

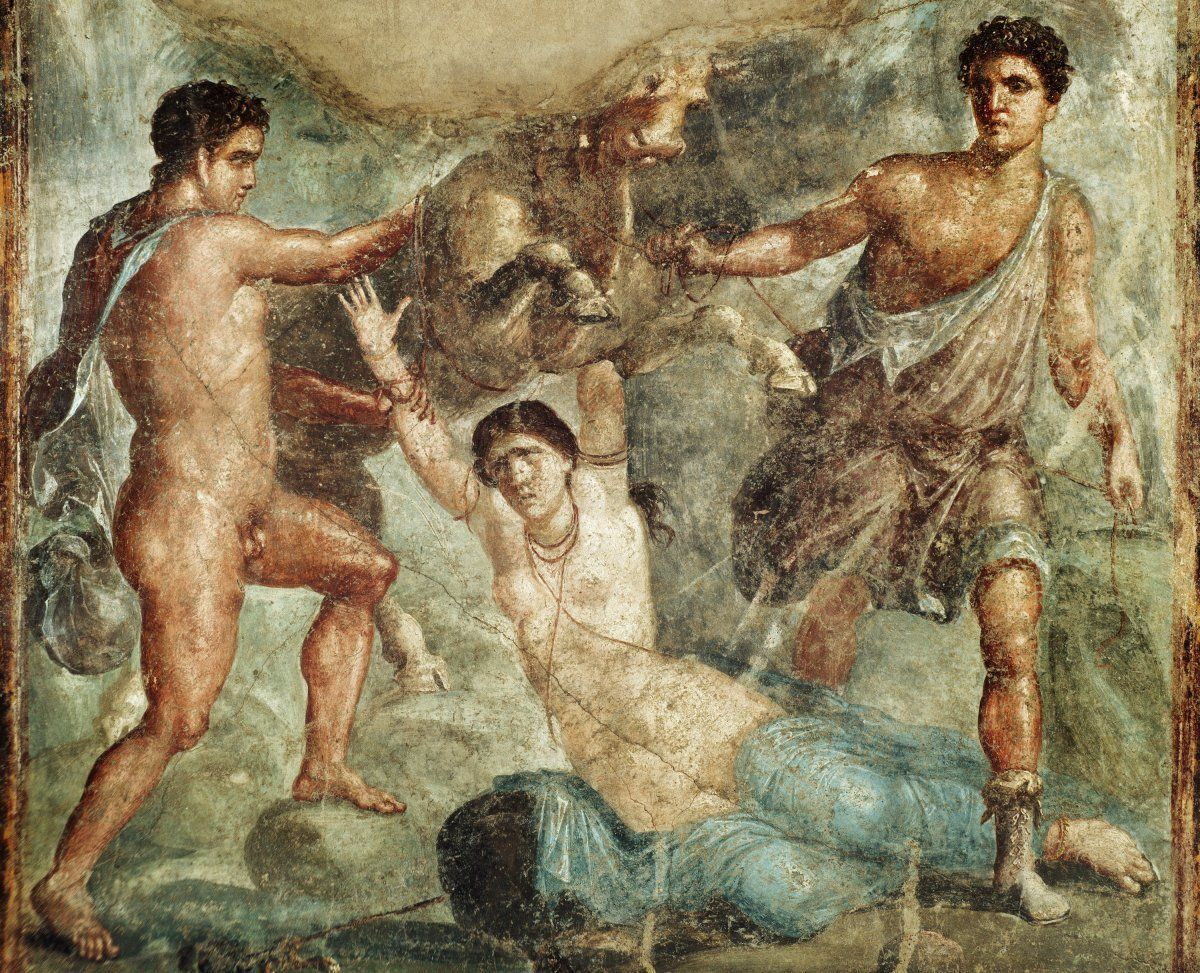
Amfion i Zetos przywiązują Dirce do byka (Dom Wettiuszów, Pompeje)

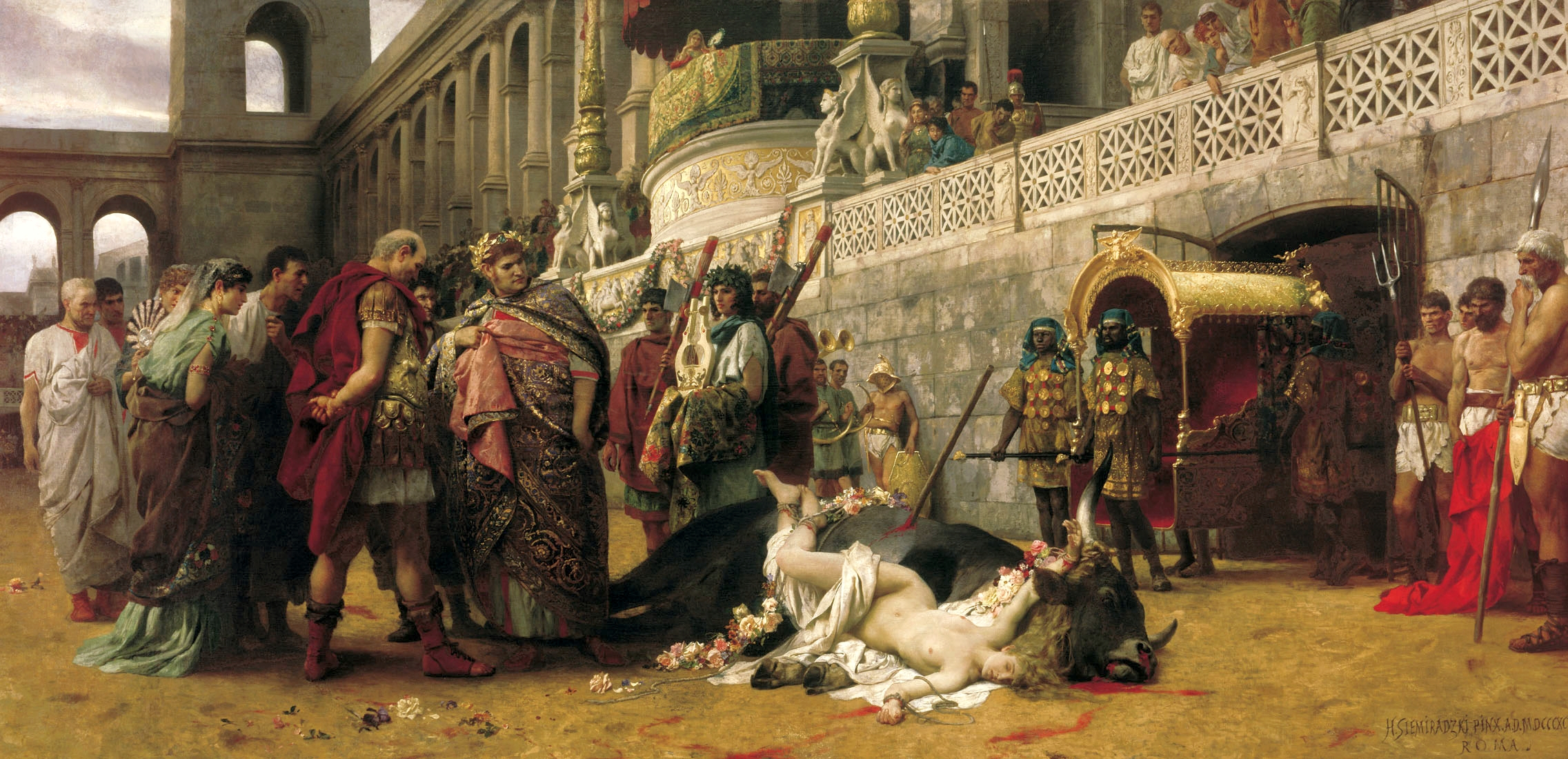
Dirce chrześcijańska, obraz Henryka Siemiradzkiego.

Śmierć Dirke przedstawia marmurowy posąg, pochodzący z I wieku naszej ery, który jest kopią oryginału greckiego pochodzącego z II wieku przed naszą erą, znany jako Byk Farnezyjski, znajdujący się obecnie w zbiorach Narodowego Muzeum Archeologicznego w Neapolu. Ogromna rzeźba została znaleziona w XVI wieku w Termach Karakalli. Niektórzy uczeni identyfikują ją z bykiem Dirke wymienionym w Historii Naturalnej Pliniusza Starszego, co jest jednak kwestionowane.
Innym przykładem jest malowidło ścienne odnalezione w Pompejach.
Scena ta była najwyraźniej odgrywana w czasie spektakli na arenach rzymskich cyrków. W Pierwszym Liście do Koryntian papież Klemens I pisze, że na arenach cyrków kobiety chrześcijańskie były męczone właśnie w ten sposób (gr. Δαναΐδες καὶ Δίρκαι, αἰκίσματα δεινὰ καὶ ἀνόσια παθοῦσαι, nowe Dirki i Danaidy, ofiary zniewag okrutnych i świętokradczych - rozdział 6, wers 2). Scenę taką opisał Henryk Sienkiewicz w powieści Quo vadis, w której Ursus ratuje przed niechybną śmiercią Ligię przywiązaną do łba tura.